# Stanley, North Carolina
Stanley är en ort i Gaston County i delstaten North Carolina, USA.